# Nelson Platt Wheeler

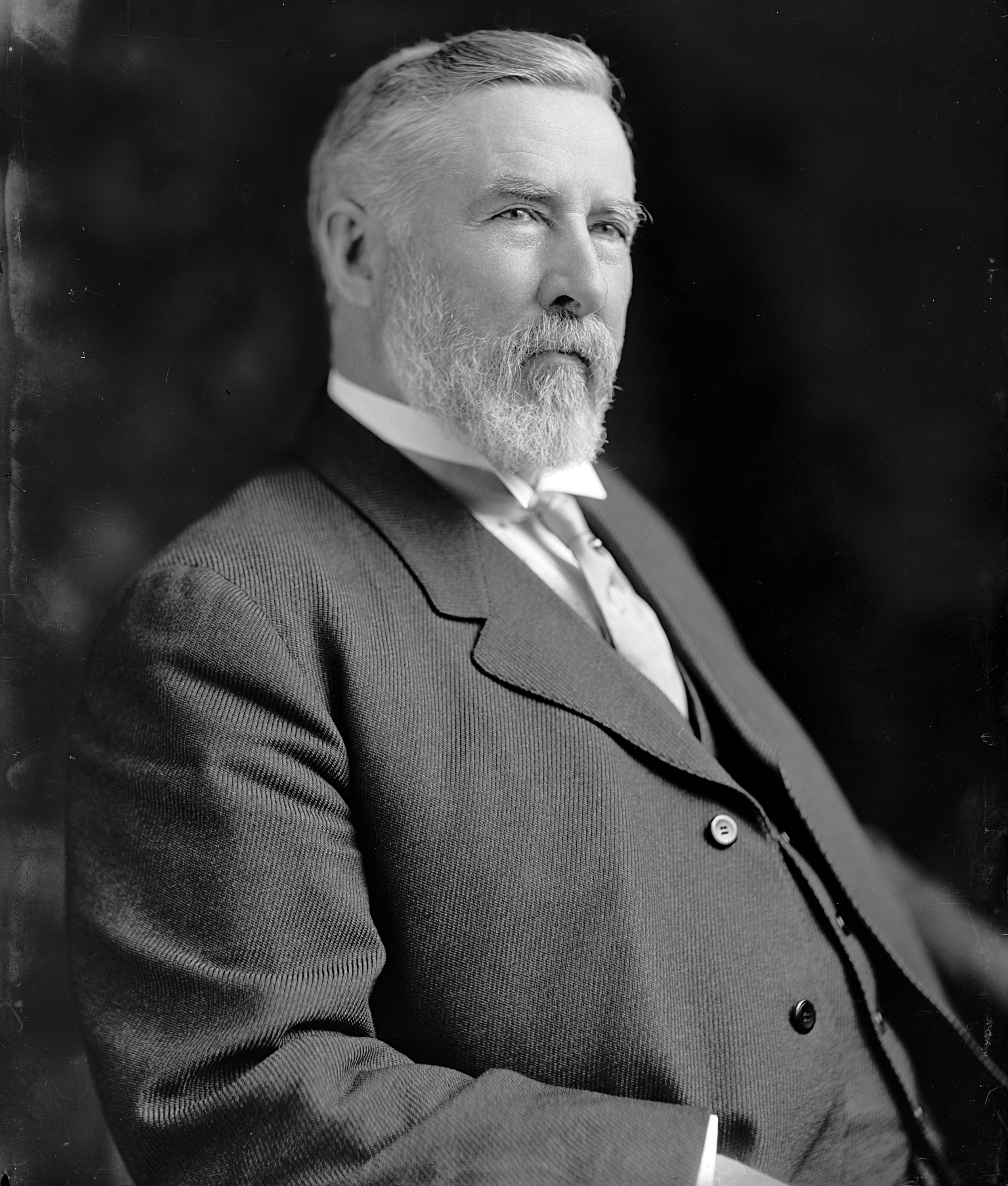
Nelson Platt Wheeler

Nelson Platt Wheeler (* 4. November 1841 in Portville, Cattaraugus County, New York; † 3. März 1920 in Pasadena, Kalifornien) war ein US-amerikanischer Politiker. Zwischen 1907 und 1911 vertrat er den Bundesstaat Pennsylvania im US-Repräsentantenhaus.

## Werdegang
Nelson Wheeler besuchte öffentlichen Schulen in seinem Heimatstaat New York. Danach arbeitete er in der Landvermessung und als Bauingenieur. Später zog er nach Endeavor in Pennsylvania, wo er in der Holzbranche und in der Landwirtschaft tätig war. Außerdem stieg er in das Bankengeschäft ein. Gleichzeitig schlug er als Mitglied der Republikanischen Partei eine politische Laufbahn ein. Im Jahr 1866 wurde er zum Bezirksrat (County Commissioner) gewählt. In seiner neuen Heimatstadt Endeavor bekleidete er mehrere lokale Ämter. In den Jahren 1878 und 1879 saß er als Abgeordneter im Repräsentantenhaus von Pennsylvania.
Bei den Kongresswahlen des Jahres 1906 wurde Wheeler im 28. Wahlbezirk von Pennsylvania in das US-Repräsentantenhaus in Washington, D.C. gewählt, wo er am 4. März 1907 die Nachfolge von Joseph C. Sibley antrat. Nach einer Wiederwahl konnte er bis zum 3. März 1911 zwei Legislaturperioden im Kongress absolvieren. Im Jahr 1910 wurde er von seiner Partei zunächst nicht zur Wiederwahl nominiert. Es kam dann zwar zu einer für ihn erfolgreichen Anfechtung dieses Vorwahlergebnisses. Er lehnte dann die ihm doch noch angetragene erneute Nominierung für die Kongresswahlen ab.
Nach dem Ende seiner Zeit im US-Repräsentantenhaus nahm Nelson Wheeler seine früheren Tätigkeiten wieder auf. Im Jahr 1915 zog er aus gesundheitlichen Gründen nach Pasadena in Kalifornien, wo er am 3. März 1920 verstarb.